# Şeyda Burucu
Hafsa Şeyda Burucu (Serdivan, Sakarya, 24 de desembre de 1991) més coneguda com a Şeyda Burucu és una karateka turca, triple campiona d'Europa el 2012, en el campionat organitzat a Adeje, Tenerife, el 2013 a Budapest, i la Copa Europea Sub-21 a İzmir.